# Titans of Creation
Titans of Creation dvanaesti je studijski album američkog thrash metal sastava Testament objavljen 3. travnja 2020. godine.

## Popis pjesama
1. "Children of the Next Level" - 6:13
2. "WWIII" - 4:48
3. "Dream Deceiver" - 4:58
4. "Night of the Witch" - 6:32
5. "City of Angels" - 6:43
6. "Ishtar's Gate" - 5:09
7. "Symptoms" - 4:37
8. "False Prophet" - 4:54
9. "The Healers" - 4:23
10. "Code of Hammurabi" - 4:52
11. "Curse of Osiris" - 3:24
12. "Catacombs" - 2:01

## Zasluge
Testament
- Eric Peterson - gitara, vokali, produkcija, glazba (pjesme 1. – 6., 8. – 9., 11. – 12.), tekstovi (pjesma 4.)
- Alex Skolnick - glavna gitara, glazba (pjesme 7., 10.), tekstovi (7., 10.)
- Chuck Billy - vokali, produkcjia, tekstovi (1. – 6., 8. – 11.)
- Gene Hoglan - bubnjevi
- Steve DiGiorgio - bas-gitara

Ostalo osoblje
- James Willard - slike (Chucka Billyjego i Hoglana)
- Del James - tekstovi (1. – 6., 9. – 11.)
- Neil Lim Sang - slike (Erica Petersona)
- Em Coulter - slike (Alexa Skolnicka)
- Steve Souza - tekstovi (pjesma 8.)
- Alessandra Merlin - slike (Stevea)
- Eliran Kantor - omot
- Andy Sneap - mješanje, mastering
- Juan Urteaga - snimanje, produkcija, iženjer
- Tommy Pons - dodatni omot
- Christian Sloan Hall - dodatni omot